# Пафнутий Египетский
Пафнутий Египетский (III век) — святой преподобномученик древней Церкви, пострадавший во время гонения на христиан при древнеримском императоре Диоклетиане (284—305).
Происходил из Египта, жил в пустыне. Во время гонений на христиан правитель Ариан приказал привести к нему святого Пафнутия, но подвижник, не дожидаясь посланных за ним, сам явился к правителю Египта, чтобы объявить себя христианином и был отдан на мучения. Два воина, истязавшие его, Дионисий и Каллимах, видя как сила Божия сохраняет мученика, уверовали в Христа Спасителя, за что были обезглавлены
После долгих истязаний самого святого Пафнутия мучители бросили в реку с камнем на шее, но он чудесным образом приплыл с камнем к берегу. Наконец, святого мученика отправили к самому императору Диоклетиану и тот приказал распять его на финиковом дереве (пальме).
Вид его страданий обратил в веру ко Христу массу народа, из которой 546 человек, тут же объявили себя христианами, все они приняли мученическую кончину: одни были изрублены мечами, другие — сожжены.